# Helena Argira

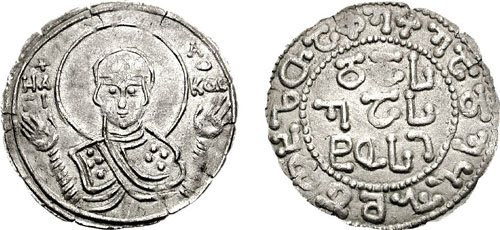
Moeda de Pancrácio IV da Geórgia r.

Helena Argira ou Argiropolaina (em grego: Ἑλένη Ἀργυρή/Ἀργυροπούλαινα; em georgiano: ელენე; romaniz.: elene; c. 1033) foi uma nobre bizantina da família Argiro e rainha consorte da Geórgia como a primeira esposa do rei Pancrácio IV (r. 1027–1072). Foi dada em casamento por seu tio, o imperador bizantino Romano III Argiro (r. 1028–1034), ao rei-garoto Pancrácio ca. 1032. Helena morreu dentro de um ano ou mais, sem descendência.

## Família
Helena foi a filha do magistro Basílio Argiro e, assim, uma sobrinha do imperador Romano III Argiro. O casamento de Helena com o rei Pancrácio, então com ca. 14 anos, foi arranjado como parte de um acordo de paz negociado, c. 1032, pela mãe e regente Maria durante sua visita à Constantinopla, que trouxe um fim ao surto de hostilidades bizantino-georgianas. A família de Helena era bem-conhecida dos líderes georgianos; a rainha viúva Maria foi uma filha do monarca armênio Senequerim-João (r. 1003–1021), o último rei de Vaspuracânia, que tinha rendido seu patrimônio ao imperador Basílio II Bulgaróctono (r. 960–1025). O primeiro governador bizantino de Vaspuracânia foi Basílio Argiro, pai de Helena.

## Casamento
Maria retornou para a Geórgia com a noiva e a alta dignidade imperial de curopalata para seu filho. O casamento foi celebrado na catedral de Bana, uma das principais igrejas reais dos bagrátidas georgianos, que tinham também servido como um palco para a coroação do rei Pancrácio IV em 1027. O casamento é provavelmente o assunto do afresco 1036 do mosteiro de Oshki, que descreve um evento real em Bana.
De acordo com a tradição histórica georgiana, Helena trouxe, como parte do dote, "uma dos pregos de Jesus Cristo, o ícone de Okona e grandes riquezas". Além disso, um números de artistas e artesãos bizantinos a acompanharam para a Geórgia. A família real georgiana de Garsevanichevili mais tarde alegou descender do corista de Helena e foram privilegiados por servir como guardiões do ícone de Ocona. O ícone de marfim bizantino da Mãe de Deus, após uma história conturbada, encontrou sua morada no Museu de Arte da Geórgia, em Tbilisi, em 2004. Helena é também creditada com o embelezamento da igreja de Gordi, em Mingrélia.
Helena morreu dentro de um ano ou mais após seu casamento, na cidade de Cutáissi, sem descendência. Todas as crianças de Pancrácio nasceram de seu segundo casamento com a princesa alana Borena. A morte de Helena terminou o breve reaproximamento dos bagrátidas georgianos e a corte bizantino e as relações logo tornaram-se instáveis.